# Godzilla (film, 2014)
Godzilla är en amerikansk science fiction monsterfilm från 2014, baserad på det japanska filmmonstret Gojira. Det är den andra Godzilla-filmen som produceras och finansieras av ett amerikanskt filmbolag, då den första var Roland Emmerichs film från 1998 med samma namn. Filmen är regisserad av  Gareth Edwards.
Filmen hade biopremiär i Sverige den 14 maj 2014, utgiven av 20th Century Fox.

## Medverkare
- Aaron Taylor-Johnson – Ford Brody, löjtnant för den amerikanska flottan inom desarmering av bomber, son till Joe och Sandra Brody.
- Ken Watanabe – Dr. Ishiro Serizawa, ledande forskare för Project Monarch.
- Bryan Cranston – Joe Brody, Fords far och tidigare huvudingenjör vid Janjiras kärnkraftverk till dess förstörelse 1999.
- Elizabeth Olsen – Elle Brody, sjuksköterska i San Francisco och Fords hustru.
- Juliette Binoche – Sandra Brody, Joes hustru och Fords mor.
- Sally Hawkins – Dr. Vivienne Graham, forskare för Project Monarch och Serizawas assistent.
- David Strathairn – konteramiral William Stenz i den sjunde flottan.
- Richard T. Jones – kapten Russell Hampton, befälhavare av hangarfartyget USS Saratoga.

## Om filmen
2007 träffade filmproducenten Brian Rogers före detta företagsledaren för Toho, Yoshimitsu Banno som hade rättigheterna till en IMAX 3D Godzilla film. Rogers stämde senare träff med Toho för att införskaffa en licens för att kunna producera en 3D Godzilla film. Efter att ha säkrat rättigheterna, uppvaktade Rogers flera filmbolag och Legendary Pictures accepterade erbjudandet om att jobba med projektet. I augusti 2009 började rykten dyka upp om att Legendary satt i samtal med Toho för att producera en ny amerikansk Godzilla film som skulle ha premiär 2012.
Den 29 mars 2010 bekräftades det att Legendary hade fått rättigheterna till Godzilla. De planerar att göra reboot av franchisen tillsammans med Warner Bros. som medproducent och medfinansiär. TriStar Pictures kommer inte att vara involverad i produktionen på grund av att deras rättigheter gick ut 2003. Legendary planerar att göra den nya filmens monster till att mer likna originalkaraktärens stil än TriStar's iguana-liknande varelse. Enligt ordföranden och VD:n över Legendary Pictures Thomas Tull var planen, "Our plans are to produce the Godzilla that we, as fans, would want to see. We intend to do justice to those essential elements that have allowed this character to remain as pop culturally relevant for as long as it has."
Vid 3D mötes konferensen som hölls i september 2010 vid Universal Studios, bekräftade Brian Rogers att den planerade premiären skulle äga rum 2012. Rebooten kommer att bli ett "live-action" projekt med en datorgenererad Godzilla. Godzilla kommer att få slåss mot en eller flera monster, utöver att bara slåss mot militären som i Emmerichs remake. Det nämndes även att Godzilla kommer att använda sig av sin atomandedräkt, en varumärkt vapen som till förtret avvisades av Emmerich och manusförfattaren/producenten Dean Devlin.
I oktober 2010 rapporterade Latino Review två rykten om Godzilla-projektet. Det första handlade om att Guillermo del Toro skulle ha fått förfrågan att regissera filmen, vilket Del Toro senare förnekade. Det andra handlade om att Legendary skulle adaptera ett existerande manus av Clash of the Titans manusförfattare Travis Beacham, vilket var en monsterfilm med titeln Pacific Rim, som enligt ryktet: "set in a future in which malevolent creatures threaten the earth, the planet must band together and use highly advanced technology to eradicate the growing menace" och skulle användas som grund för Godzilla filmen.  Latino Review drog senare tillbaka rapporten om att manuset till Pacific Rim skulle användas som grund till filmen. David Callaham beryktas, enligt flera Internetkällor, att han håller på att skriva på manuset.
I januari 2011 rapporterades det att Gareth Edwards är planerad att regissera filmen. I september 2012 rapporterades det att man nu hade satt premiären till 2014.

### Produktion
Filmen offentliggjordes för första gången vid Comic-Con 2010 där en tidig illustration av den nya Godzilla visades. Man hade då ännu inte tillsatt en manusförfattare.

### Marknadsföring
Vid 2010 års San Diego Comic-Con delade man ut en t-shirt med en bild på den nya Godzilla-designen till besökarna. Bilden är krediterad till serietidnings- och manga-utgivaren UDON Entertainment. Konstnären Gonzalo Ordóñez Arias jobbade tillsammans med Legendary och Toho i skapandet av illustrationen. De som besökte Legendary Pictures bås vid konventet kunde se en animation där Godzilla använder sin atomandedräkt. Denna produktion designades av Talking Dog Studios i Saskatchewan, Kanada.